# 伦佐·阿尔韦拉
伦佐·阿尔韦拉（義大利語：Renzo Alverà，1933年1月17日—2005年3月17日），意大利男子雪车运动员。他曾代表意大利参加1956年冬季奥林匹克运动会雪车比赛，获得二枚银牌。